# Ashley Benson
Ashley Victoria Benson, född 18 december 1989 i Anaheim Hills i Orange County, Kalifornien, är en amerikansk skådespelerska, modell och sångerska. Hon har bland annat gjort rollen som Abigail Deveraux i Våra bästa år, Carson i Bring It On: In It to Win It och Hanna Marin i Pretty Little Liars.

## Biografi
Ashley Benson föddes och växte upp i Anaheim Hills i Kalifornien. Hon började dansa och tävla i balett, jazz och hip-hop när hon var fyra år. Hon var som barn också med i ett par körgrupper och musikaler. Vid fyra års ålder blev hon tillfrågad om att sjunga solo vid fyra julgudstjänster i sin kyrka med 2 500 medlemmar. Vid fem års ålder var hon modell i danskataloger och vid åtta års ålder blev hon anlitad av Ford Models som modell i reklamtryck.
År 1999 började Benson sin skådespelarkarriär. Hon medverkade först i ett par reklamfilmer, men bytte sedan inriktning till film och television. Under 2004 skrev Benson på ett treårigt kontrakt med såpoperan Våra bästa år. Den 12 november 2004 började hon medverka i rollen som Abigail "Abby" Deveraux, det äldsta barnet till Jack Deveraux och Jennifer Horton, en roll som hon innehade fram till den 2 maj 2007. Hon förklarade att på grund av antalet avsnitt som filmas på en dag, "kan du inte ställa till det, du måste veta alla dina repliker", och att hon inte fick någon paus från jobbet.
Hon gjorde från 2002 till 2008 också ett antal mindre framträdanden i andra TV-serier, bland annat hade hon rollen som Candice i Zoey 101 i avsnittet "Quinn's Date" i mars 2005. Hon spelade även Tracy Davis, en häxa utklädd till cheerleader, i ett avsnitt av TV-serien Supernatural 2008. Hon gjorde även några filmroller och spelade en av "Six Chicks" i filmen 13 snart 30 från 2004, och hade 2007 huvudrollen som Carson i filmen Bring It On: In It to Win It. För att få den rollen var hon tvungen att säga upp sitt kontrakt med Våra bästa år och hon sade om detta: "Jag slutade, jag pratade med producenterna om att göra den här filmen, och de skulle inte låta mig göra det. Jag hade släppt taget om flera möjligheter för serien. Jag ville verkligen göra den här filmen. Så när den här stora grejen kom fram så slutade det med att jag tog det här beslutet. Jag är lyckligare över att jag slutade med såpoperan. Men jag ger all förtjänst till dem, eftersom jag har lärt mig så mycket genom att vara med i en såpopera och fått jobba med fantastiska skådespelare som har varit med där i trettio, fyrtio år. Det var en ära att få jobba med dem. Det har definitivt gett mig all min bakgrund. Men att sluta med såpopera hjälpte mig mycket också, eftersom jag kan gå vidare med större och bättre saker. Så jag är definitivt tacksam för att jag fick vara med i en såpopera..."
Att arbeta med en film istället för en såpopera upplevde hon som "definitivt konstigt", eftersom hon tillbringade dagarna med att arbeta på en eller två scener, medan hon i Våra bästa år gjort två eller tre avsnitt varje dag. För Bring It On: In It to Win It var hon tvungen att gå på cheerleaderträning, vilket var "svårt för henne, eftersom hon är rädd för höga höjder." Ändå var hon "glad" att göra sina egna stunts, trots att hon "inte väntade sig att det skulle vara så svårt."
Under 2008 medverkade hon i Lifetime Televisions TV-film Fab Five: The Texas Cheerleader Scandal, där hon spelade cheerleadern Brooke. Filmen är baserad på en sann historia tilldrog sig vid McKinney North High School i Texas. Benson har om den inspelningen sagt att hon älskade att jobba med Tatum O'Neal, eftersom hon lärde henne mycket om hur man agerade. Samma år fick hon en biroll i filmen Bart Got a Room, en roll över vilken hon sagt att hon blev glad eftersom det gav henne möjligheten att arbeta med William H. Macy.
Benson medverkade 2009-2010 i ABC:s TV-serie Eastwick. Serien var baserad på John Updikes roman The Witches of Eastwick, och filmatiseringen från 1987 med samma namn. Hennes rollkaraktär, Mia, var tonårsdottern till en av de kvinnliga huvudkaraktärerna, Roxie Torcoletti (spelad av Rebecca Romijn). I december 2009 blev Benson uttagen till rollen som Hanna Marin i TV-serien Pretty Little Liars, som är baserad på bokserien med samma namn av Sara Shepard. Serien blev en framgång och har sänts i sju säsonger, fram till 2017. 
År 2010 medverkade Bensom i TV-filmen Christmas Cupid med Chad Michael Murray och Christina Milian. I april 2011 medverkade hon i ett avsnitt av TV-showen When I Was 17 på MTV. Hon har även medverkat i några musikvideor, som NLT:s "That Girl" (2007) och Hot Chelle Raes "Honestly" (2012).
Den 30 januari 2012 bekräftade Benson via Twitter att hon ska medverka i Harmony Korines film Spring Breakers. År 2013 hade hon en roll i ett avsnitt av How I Met Your Mother. Senare har hon medverkat i ytterligare några filmer, som Ratter (2015), Pixels (2015), Elvis & Nixon (2016) och Chronically Metropolitan (2017).

## Privatliv
Från 2018 till maj 2020 var Benson i förhållande med Cara Delevingne. De separerade i maj 2020. Källor gjorde gällande att paret skulle ha gift sig i augusti 2019, men detta har därefter dementerats. Benson är sedan november 2023 gift med Brandon Davis. Paret fick sitt första barn i februari 2024.

## Filmografi i urval

### Film
| År   | Titel                          | Roll             | Notering          |
| ---- | ------------------------------ | ---------------- | ----------------- |
| 2004 | 13 snart 30                    | Six Chick        |                   |
| 2005 | Neighbors                      | Mindy            | Kortfilm          |
| 2007 | Bring It On: In It to Win It   | Carson           | Direkt till video |
| 2008 | Bart Got a Room                | Alice            |                   |
| 2012 | Spring Breakers                | Brit             |                   |
| 2012 | Time Warrior                   | Stephanie        |                   |
| 2015 | Ratter                         | Emma Taylor      |                   |
| 2015 | Pixels                         | Lady Lisa        |                   |
| 2016 | Elvis & Nixon                  | Margaret         |                   |
| 2017 | Chronically Metropolitan       | Jessie           |                   |
| 2018 | Her Smell                      | Roxie Rotten     |                   |
| 2021 | The Birthday Cake              | Tracey           |                   |
| 2022 | Private Property               | Kathryn          |                   |
| 2022 | The Loneliest Boy in the World | Margot           |                   |
| 2023 | Mob Land                       | Caroline Connors |                   |

### Televison
| År        | Titel                                   | Roll             | Notering                                              |
| --------- | --------------------------------------- | ---------------- | ----------------------------------------------------- |
| 2002      | Nikki                                   | Dansare          | 1 avsnitt; "Working Girl" (sändes aldrig)             |
| 2002      | The District                            | Melissa Howell   | 1 avsnitt; "Explicit Activities"                      |
| 2002      | Vita huset                              | Flicka           | 1 avsnitt; "Game On"                                  |
| 2004      | Strong Medicine                         | April            | 1 avsnitt; "Cape Cancer"                              |
| 2004–2007 | Våra bästa år                           | Abigail Deveraux | Innehade rollen från 12 november 2004 till 2 maj 2007 |
| 2005      | Sjunde himlen                           | Margot           | 2 avsnitt                                             |
| 2005      | Zoey 101                                | Candice          | 1 avsnitt; "Quinn's Date"                             |
| 2006      | O.C.                                    | Riley            | 1 avsnitt; "The Summer Bummer"                        |
| 2008      | Fab Five: The Texas Cheerleader Scandal | Brooke Tippit    | TV-film                                               |
| 2008      | CSI: Miami                              | Amy Beck         | 1 avsnitt; "Bombshell"                                |
| 2008      | Supernatural                            | Tracy Davis      | 1 avsnitt; "It's the Great Pumpkin, Sam Winchester"   |
| 2009–2010 | Eastwick                                | Mia Torcoletti   | Huvudroll; 12 avsnitt                                 |
| 2010–2017 | Pretty Little Liars                     | Hanna Marin      | Huvudroll; 160 avsnitt                                |
| 2010      | Christmas Cupid                         | Caitlin Quinn    | TV-film                                               |
| 2012      | Punk'd                                  | Sig själv        | 1 avsnitt; "Heather Morris"                           |
| 2013      | How I Met Your Mother                   | Carly Whittaker  | 1 avsnitt; "Ring Up!"                                 |
| 2013–2014 | Ravenswood                              | Hanna Marin      | 2 avsnitt                                             |
| 2014      | Family Guy                              | Dakota (röst)    | 1 avsnitt; "Brian's a Bad Father"                     |
| 2015      | Barely Famous                           | Sig själv        | 1 avsnitt; "Bananas Foster"                           |
| 2023      | Wilderness                              | Cara             | Hivudroll; 6 avsnitt                                  |

### Musikvideo
| År   | Titel                            | Artist         |
| ---- | -------------------------------- | -------------- |
| 2002 | "True Love"                      | Lil' Romeo     |
| 2007 | "That Girl"                      | NLT            |
| 2008 | "We Don't Have to Look Back Now" | Puddle of Mudd |
| 2010 | "Blacklight"                     | One Call       |
| 2012 | "Honestly"                       | Hot Chelle Rae |